# چاتاکووا (حوزه سرشماری)، نیویورک
چاتاکووا (به انگلیسی: Chautauqua) یک منطقهٔ مسکونی در ایالات متحده آمریکا است که در نیویورک واقع شده‌است. چاتاکووا ۱٫۱ کیلومتر مربع مساحت و ۱۹۱ نفر جمعیت دارد و ۴۱۱٫۴۹ متر بالاتر از سطح دریا واقع شده‌است.